# Satèl·lits de Neptú

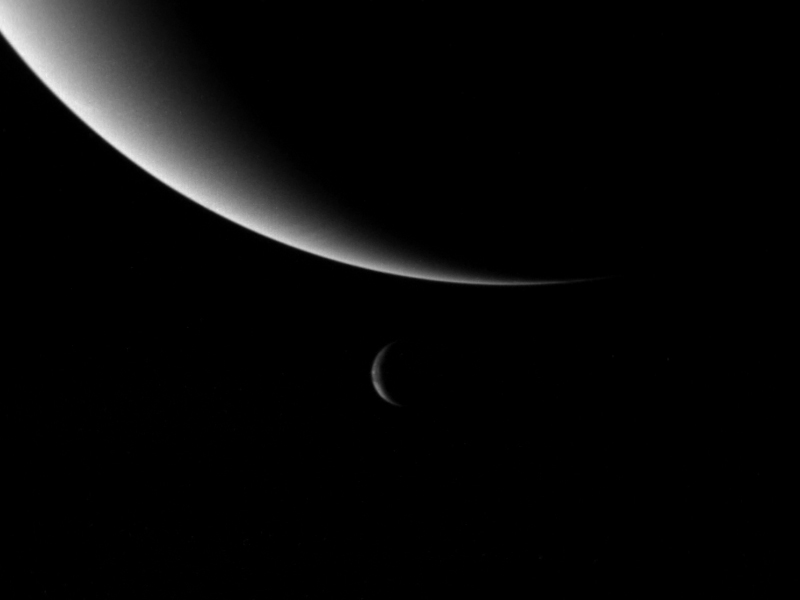
Neptú (a dalt) i Tritó (a sota), tres dies després del sobrevol de la Voyager 2 el 1989

Es coneixen 14 satèl·lits de Neptú, que són anomenats en referència a deïtats aquàtiques menors de la mitologia grega. El més gros és, amb diferència, Tritó, descobert per William Lassell el 10 d'octubre de 1846, 17 dies després del descobriment de Neptú mateix; hagué de passar més d'un segle abans que el segon satèl·lit del planeta, Nereida, fos descobert. El satèl·lit més extern, Neso, que té un període orbital d'uns 26 anys julians, orbita més lluny del seu planeta que cap altre satèl·lit conegut.
Tritó és l'únic satèl·lit natural de massa planetària que té una òrbita retrògrada respecte a la rotació del seu planeta i inclinada respecte al seu equador, la qual cosa suggereix que no es formà en òrbita al voltant de Neptú, sinó que fou capturat per aquest. El següent satèl·lit més massiu del sistema solar que es creu que fou capturat –el satèl·lit saturnià Febe– tan sols posseeix el 0,03% de la massa de Tritó. La captura de Tritó, que possiblement ocorregué un temps després que Neptú formés un sistema satel·litari, fou un esdeveniment catastròfic per als satèl·lits originals del planeta, ja que alterà les seves òrbites de tal manera que col·lidiren i les seves restes formaren un disc de runa. Tritó és prou massiu per haver assolit l'equilibri hidroestàtic i per retenir una tènue atmosfera capaç de contenir núvols i boira.
Més a l'interior que Tritó s'hi troben set satèl·lits regulars que tenen tots òrbites prògrades en plans propers al pla equatorial del planeta. Alguns d'aquests orbiten entre els anells de Neptú –el més gros n'és Proteu– i provenen de l'acreció a partir del disc de runa generat per la captura de Tritó una vegada que l'òrbita d'aquest esdevingué circular. Neptú també té sis satèl·lits irregulars exteriors més a part de Tritó –entre els quals Nereida– que orbiten molt lluny del planeta i amb una elevada inclinació. Tres tenen òrbites prògrades i quatre retrògrades (entre els quals Tritó). En particular, Nereida té una òrbita excèntrica i inusualment propera per tractar-se d'un satèl·lit irregular, la qual cosa suggereix que podria haver estat originalment un satèl·lit regular que patí una pertorbació important durant la captura de Tritó i assolí així la seva posició actual. Els dos satèl·lits neptunians més exteriors, Psàmate i Neso, tenen les òrbites més àmplies d'entre tots els satèl·lits naturals descoberts al sistema solar fins a l'actualitat.

## Història

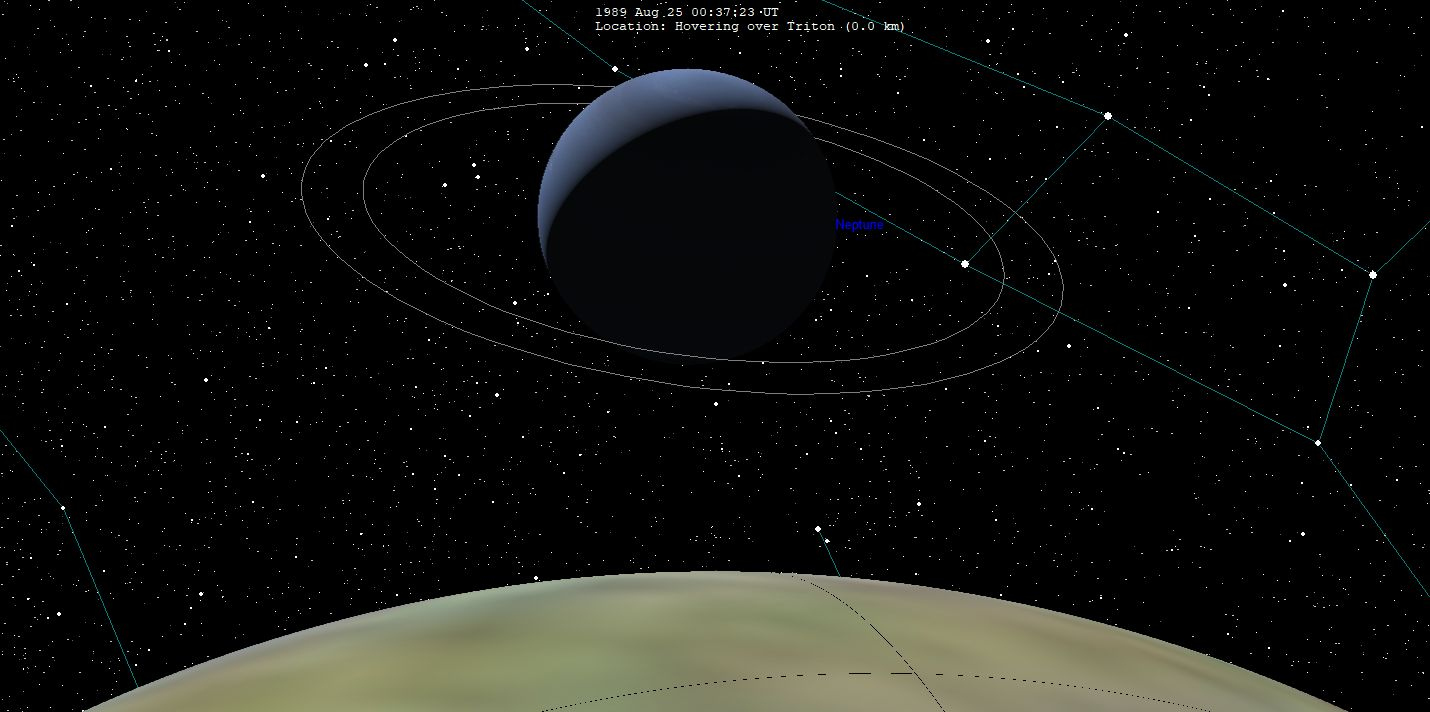
Vista simulada de Neptú al cel hipotètic de Tritó

### Descobriment
Tritó fou descobert per William Lassell el 1846, tan sols set dies després del descobriment de Neptú. Nereida fou descobert per Gerard P. Kuiper el 1949. El tercer satèl·lit, posteriorment anomenat Làrissa, fou observat per primer cop per Harold J. Reitsema, William B. Hubbard, Larry A. Lebofsky i David J. Tholen el 24 de maig de 1981. Els astrònoms estaven observant l'aproximació propera d'un estel a Neptú amb l'objectiu de detectar-hi anells similars als descoberts al voltant d'Urà quatre anys abans: si Neptú tenia anells, la lluminositat de l'estel hauria de disminuir lleugerament just abans de l'aproximació màxima al planeta. La lluminositat de l'estel baixà tan sols alguns segons, la qual cosa significava que era degut al pas d'un satèl·lit i no pas a uns anells.
No es descobriren més satèl·lits fins que la Voyager 2 passà prop de Neptú el 1989. La Voyager 2 redescobrí Làrissa i revelà també cinc satèl·lits interiors: Nàiade, Talassa, Despina, Galatea i Proteu. El 2001, dos sondeigs utilitzant grans telescopis terrestres observaren cinc satèl·lits exteriors addicionals, la qual cosa feu pujar el total de satèl·lits a tretze. Investigacions successives de dos equips el 2002 i 2003 tornaren a observar els cinc satèl·lits: Halimedes, Sao, Psàmate, Laomedeia i Neso. En el sondeig de 2002 es trobà un sisè candidat que fou perdut posteriorment.
El 2013, Mark R. Showalter descobrí Hipocamp mentre examinava les imatges dels anells de Neptú del telescopi espacial Hubble de 2009. Utilitzà una tècnica similar a l'escombratge per compensar el moviment orbital i permetre l'apilat de múltiples imatges per fer destacar detalls poc visibles. Després de decidir expandir la cerca a un radi més enllà dels anells, trobà un punt que inequívocament representava un nou satèl·lit. Posteriorment trobà el satèl·lit en altres imatges d'arxiu del Hubble fins al 2004. La Voyager 2, que havia observat tots els altres satèl·lits interiors de Neptú, no havia detectat Hipocamp durant el sobrevol de 1989 a causa de la seva baixa lluminositat.

### Noms

Quantitat de satèl·lits de cadascun dels quatre planetes exteriors a data de 2019. Neptú en té 14.

Tritó no tingué nom oficial fins al segle xx. El seu nom fou suggerit per Camille Flammarion al seu llibre de 1880 Astronomie Populaire, però no esdevingué d'ús comú fins almenys els anys 30. Fins a aquest moment se'l coneixia simplement com «el satèl·lit de Neptú». Els altres satèl·lits de Neptú també són anomenats en honor de deïtats aquàtiques gregues i romanes, cosa que guarda relació amb la posició de Neptú com a déu del mar: Tritó, Proteu, Despina i Talassa eren fills de Posidó, el Neptú grec; Làrissa era una amant de Posidó; Nàiade i Nereida eren deïtats menors gregues; i Halimedes, Galatea, Neso, Sao, Laomedeia i Psàmate eren nereides. El satèl·lit descobert més recentment, Hipocamp, restà sense anomenar entre 2013 i 2019, quan fou anomenat en honor de l'Hipocamp, una criatura mitològica mig cavall mig peix.
Pel que fa als satèl·lits irregulars «normals», la convenció general és utilitzar noms acabats en «a» per a satèl·lits prògrads, en «e» per a satèl·lits retrògrads, i en «o» per a satèl·lits amb inclinacions excepcionals, exactament igual que la convenció per als satèl·lits de Júpiter. Dos asteroides comparteixen nom amb satèl·lits de Neptú: (74) Galatea i (1162) Làrissa.

## Característiques

Comparació de la mida dels set satèl·lits interiors de Neptú

Els satèl·lits de Neptú es poden dividir en regulars i irregulars. El primer grup comprèn els set satèl·lits interiors, que segueixen òrbites prògrades circulars properes al pla equatorial de Neptú. El segon grup comprèn els altres set satèl·lits, entre els quals es troba Tritó, que segueixen generalment òrbites inclinades, excèntriques i sovint retrògrades allunyats del planeta; l'única excepció és Tritó, que n'orbita proper seguint una òrbita circular però retrògrada i inclinada.

### Satèl·lits regulars
Per ordre de distància des de Neptú, els satèl·lits regulars són Nàiade, Talassa, Despina, Galatea, Làrissa, Hipocamp i Proteu. Tots ells excepte els dos més externs es troben dins de l'òrbita síncrona neptuniana (el període de rotació de Neptú és de 0,6713 dies o 16 hores) i, per tant, pateixen una desacceleració de marea. Nàiade, els satèl·lit regular més proper, és a més a més el segon més petit dels satèl·lits interiors (des del descobriment d'Hipocamp), mentre que Proteu és satèl·lit regular més gros i el segon d'entre tots després de Tritó. Els primers cinc satèl·lits orbiten el planeta molt més ràpid que aquest gira sobre si mateix, amb valors entre les 7 hores de Nàiade i Talassa fins a les 13 hores de Làrissa.
Els satèl·lits interiors tenen una relació molt estreta amb els anells de Neptú. Els dos més interiors, Nàiade i Talassa, orbiten entre els anells de Galle i LeVerrier. Despina podria ser un satèl·lit pastor d'aquest segon, ja que la seva òrbita cau just a dins seu. El següent satèl·lit, Galatea, orbita just a dins de l'anell més prominent de tots, l'anell Adams: es tracta d'un anell molt estret –la seva amplada no excedeix els 50 km– i conté cinc arcs lluminosos. La gravetat de Galatea ajuda a confinar les partícules de l'anell en una regió limitada en la direcció radial, la qual cosa fa mantenir l'anell tan prim. Certes ressonàncies orbitals entre les partícules de l'anell i Galatea també podrien tenir un paper en el manteniment dels arcs.
Tan sols els dos satèl·lits regulars més grossos han estat fotografiats amb una resolució prou alta per discernir-ne les formes i característiques superficials. Làrissa, d'uns 200 km de diàmetre, és un satèl·lit elongat. Proteu, en canvi, no presenta una elongació significativa, però tampoc és totalment esfèric: s'assembla a un políedre irregular de cares planes o lleugerament còncaves de 150 a 250 km de diàmetre. Amb uns 400 km de diàmetre, Proteu és més gros que el satèl·lit saturnià Mimas, que és completament el·lipsoidal. Aquesta diferència podria ser deguda a una disrupció per col·lisió de Proteu en el passat. La superfície de Proteu conté molts cràters i mostra diverses característiques superficials lineals; el cràter més gros, Pharos, fa més de 150 km de diàmetre.
Tots els satèl·lits interiors de Neptú són objectes foscos: la seva albedo geomètrica varia entre el 7 i el 10%. El seu espectre indica que estan formats per gel d'aigua contaminat per algun material molt fosc, possiblement compostos orgànics complexos. En aquest aspecte, els satèl·lits interiors són molt similars als satèl·lits interiors d'Urà.

### Satèl·lits irregulars

Diagrama que il·lustra les òrbites dels satèl·lits irregulars de Neptú exceptuant Tritó. L'excentricitat és representada pels segments grocs que s'estenen del pericentre fins a l'apocentre, amb la inclinació representada a l'eix Y. Els satèl·lits que es troben a sobre de l'eix X són prògrads i els que es troben a sota, retrògrads. L'eix X és etiquetat en Gm i la fracció del radi de l'esfera de Hill.

Per ordre de distància des de Neptú, els satèl·lits irregulars són Tritó, Nereida, Halimedse, Sao, Laomedeia, Psàmate i Neso, un grup que inclou objectes tant prògrads com retrògrads. Els cinc satèl·lits més externs són similars als satèl·lits irregulars d'altres planetes gegants i es creu que podrien haver estat capturats gravitatòriament per Neptú, a diferència dels satèl·lits regulars, que probablement s'haurien format in situ.
Tritó i Nereida són satèl·lits irregulars poc corrents i, per tant, es descriuen per separat dels altres cinc, que s'assemblen més a altres satèl·lits irregulars externs dels altres planetes exteriors. En primer lloc, es tracta dels dos satèl·lits irregulars més grossos coneguts del sistema solar: Tritó és gairebé un ordre de magnitud més gros que qualsevol altre satèl·lit irregular coneguda. en segon lloc, ambdós tenen eixos semimajors atípicament petits: el de Tritó és també un ordre de magnitud major que el de qualsevol altre satèl·lit irregular conegut. En tercer lloc, ambdós tenen excentricitats orbitals poc usuals: Nereida té una de les òrbites més excèntriques de qualsevol satèl·lit irregular conegut, i l'òrbita de Tritó és una circumferència gairebé perfecta. Finalment, Nereida també té la inclinació més baixa de qualsevol satèl·lit irregular conegut.

#### Tritó

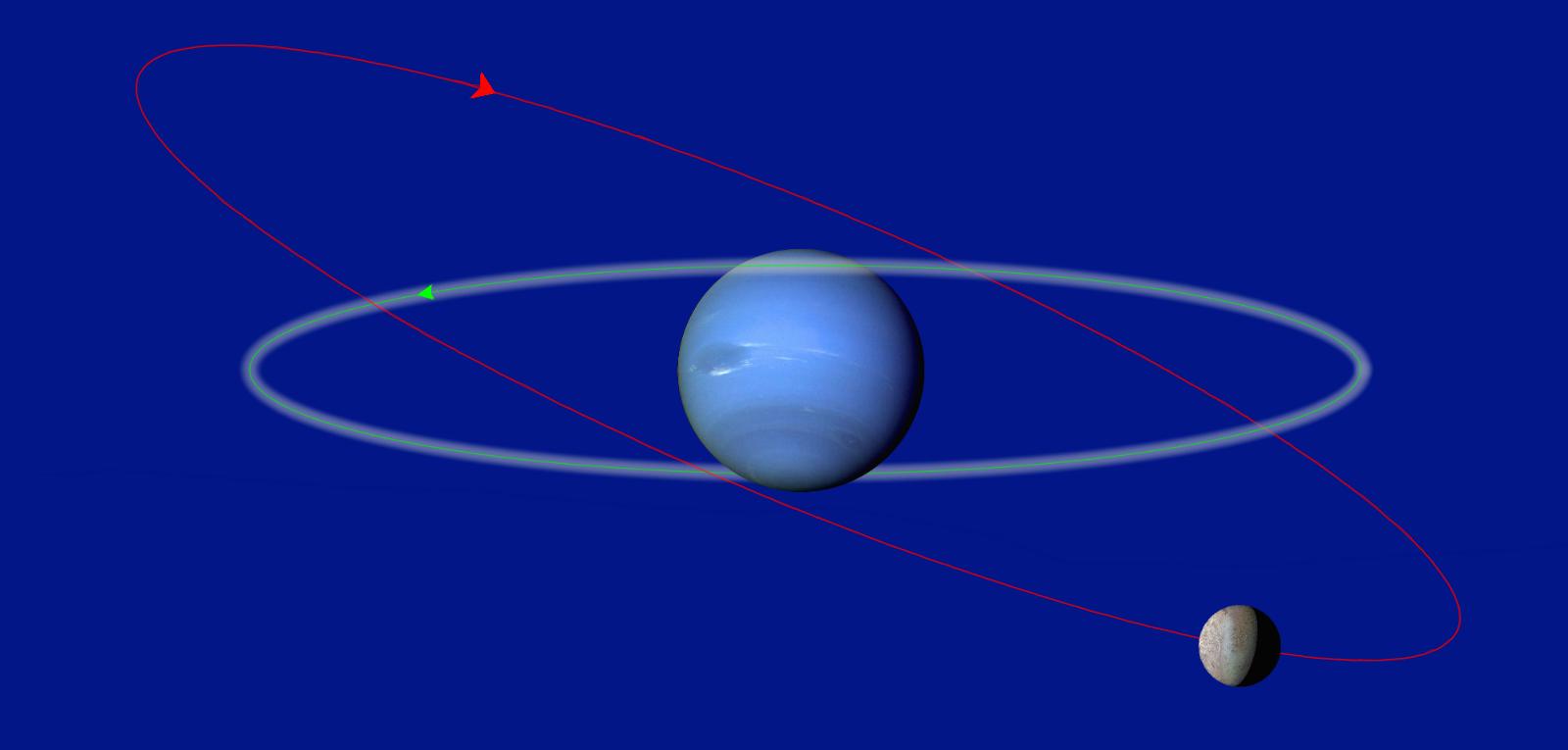
L'òrbita de Tritó (en vermell) és diferent de la de la resta de satèl·lits (en verd). La seva òrbita està inclinada -23°.

Tritó segueix una òrbita retrògrada i quasi circular, i es creu que es tracta d'un satèl·lit capturat de manera gravitatòria. Es tracta del segon satèl·lit del sistema solar en el qual s'hi descobrí una atmosfera substancial, la qual està composta principalment per nitrogen juntament amb petites quantitats de metà i monòxid de carboni. La pressió atmosfèrica a la superfície és d'uns 14 μbar. El 1989, la sonda espacial Voyager 2 observà el que semblaven núvols i boirines a la prima atmosfera del satèl·lit. Tritó és un dels cossos més freds del sistema solar, amb una temperatura superficial d'uns 38 K (−235.2 °C). La seva superfície està coberta de nitrogen, metà, diòxid de carboni i gel d'aigua i té una albedo geomètrica elevada de més del 70%. L'albedo de Bond és encara més elevada, ja que arriba fins al 90%. Entre les seves característiques superficials destaquen el gran casquet polar meridional, antigues planícies amb cràters tallades per graben i cingles, així com característiques més joves probablement formades per processos endògens com el criovolcanisme. Les observacions de la Voyager 2 revelaren guèisers actius al casquet polar escalfat pel Sol que ejecten plomalls fins a una alçada de fins a 8 km. Tritó té una densitat relativament alta, d'uns 2 g/cm3, la qual cosa indica que la seva massa està formada en uns dos terços per roca i en un terç per gels (principalment d'aigua). Podria haver-hi una capa d'aigua líquida a dins del satèl·lit que forma un oceà subterrani. A causa de la seva òrbita retrògrada i relativa proximitat a Neptú (n'és més proper que la Lluna ho és a la Terra), la desacceleració de marea està causant que Tritó es mogui en espiral cap al planeta, la qual cosa farà que sigui destruït d'aquí uns 3.600 milions d'anys.

#### Nereida
Nereida és el tercer satèl·lit més gros de Neptú. Té una òrbita prògrada, però molt excèntrica i es creu que era anteriorment un satèl·lit regular que anà a parar a la seva òrbita actual per mitjà d'interaccions gravitatòries durant la captura de Tritó. S'ha detectat gel d'aigua a la seva superfície amb mitjans espectroscòpics. Les primeres mesures mostraren variacions importants i irregulars de la seva magnitud visible, que s'especulà que eren causades per precessió forçada o per rotació caòtica combinada amb una forma elongada o taques fosques a la superfície. Aquestes explicacions foren refutades el 2016, quan les observacions del telescopi espacial Kepler mostraren tan sols petites variacions. El modelatge tèrmic basat en observacions infraroges del telescopi espacial Spitzer i del telescopi espacial Herschel suggereixen que Nereida és elongat, però només d'una manera moderada, la qual cosa resta pes a l'argument de la precessió forçada de la rotació. El model tèrmic també indica que la rugositat superficial de Nereida és molt alta, probablement similar al satèl·lit saturnià Hiperió.

#### Satèl·lits irregulars normals
Entre els satèl·lits irregulars restants, Sao i Laomedeia segueixen òrbites prògrades, mentre que Halimedes, Psàmate i Neso les segueixen retrògrades. A causa de la similitud de les òrbites de Psàmate i Neso s'ha suggerit que aquests dos satèl·lits podrien tenir un origen comú en el trencament d'un satèl·lit més gros. Psàmate i Neso tenen les òrbites més àmplies d'entre tots els satèl·lits naturals descoberts al sistema solar fins a l'actualitat: prenen 25 anys per orbitar Neptú a una distància mitjana de 125 vegades la distància entre la Terra i la Lluna. Neptú té l'esfera de Hill més grossa de tot el sistema solar, la qual cosa s'explica principalment a causa de la seva llarga distància respecte al Sol, cosa que li permet retenir el control de satèl·lits tan distants com aquests. Nogensmenys, els satèl·lits jovians del grup de Carme i de Pasífae orbiten a un percentatge major del radi de Hill del seu primari que no pas Psàmate i Neso.

## Formació

Masses relatives dels satèl·lits neptunians

La distribució màssica dels satèl·lits neptunians és la més desigual de tots els sistemes satel·litaris dels planetes gegants del sistema solar. Un sol satèl·lit, Tritó, conforma pràcticament tota la massa del sistema: la resta de satèl·lits junts sumen només un 0,33% de la massa. Aquest fet és similar al de Saturn, sistema en el qual Tità conté més del 95% del total de la massa, però és diferent de sistemes més equilibrats, com els de Júpiter i Urà. La raó d'aquesta desigualtat és que Tritó fou capturat pel planeta molt després de la formació del sistema satel·litari original; de fet, els experts conjecturen que la majoria del sistema resultà destruït durant el procés de captura. L'òrbita de Tritó al moment de la captura devia ser altament excèntrica i hauria causat pertorbacions caòtiques a les òrbites dels satèl·lits neptunians interiors originals, fent que col·lidissin i reduint-los a un disc de runa. Això significa que és probable que els satèl·lits interiors actuals no siguin els cossos originals que es formaren amb Neptú; només després que l'òrbita de Tritó esdevingués circular, part de la runa patí acreció per formar els satèl·lits actuals.
El mecanisme de la captura de Tritó ha estat subjecte de moltes teories al llarg dels anys. Una d'aquestes teories postula que Tritó fou capturat en una trobada de tres cossos. En aquest escenari, Tritó seria el membre supervivent d'un objecte binari del cinturó de Kuiper pertorbat per la seva trobada amb Neptú.
Les simulacions numèriques mostren que hi ha una probabilitat de 0,41 que el satèl·lit Halimedes hagués col·lidit amb Nereida en algun punt del passat. Malgrat que no se sap si ha ocorregut cap col·lisió, ambdós satèl·lits sembla que tenen un color gris similar, la qual cosa implicaria que Halimedes podria ser un fragment de Nereida.

## Llista

### Satèl·lits confirmats
| ‡ Satèl·lits irregulars prògrads | ♠ Satèl·lits irregulars retrògrads |

Es presenten a continuació els satèl·lits de Neptú ordenats per període orbital, des del més curt al més llarg. Els satèl·lits irregulars (capturats) estan acolorits. Les òrbites i distàncies mitjanes dels satèl·lits irregulars són variables a curta escala a causa de les freqüents pertorbacions planetàries i solars, per la qual cosa els seus elements orbitals llistats són una mitjana obtinguda per integració numèrica al llarg de 6.000 anys per Brozović et al. (2011). Els elements orbitals de Nereida són una mitjana de 400 anys obtinguda per Jacobson (2009). Tots els elements orbitals es basen en l'època de 10 de juny del 2000, temps terrestre. Tritó, l'únic satèl·lit neptunià prou massiu perquè la seva superfície hagi patit un col·lapse gravitatori per esdevenir un esferoide, es mostra en negreta.
| Ordre | Etiqueta | Nom        | Imatge | Mag. abs. | Diàmetre (km)                       | Massa (×1016 kg) | Semieix major (km) | Període orbital (d) | Inclinació (°) | Excentricitat | Any de descobr. | Descobridor          | Epònim    |
| ----- | -------- | ---------- | ------ | --------- | ----------------------------------- | ---------------- | ------------------ | ------------------- | -------------- | ------------- | --------------- | -------------------- | --------- |
| 1     | III      | Nàiade     |        | 9,6       | 60,4 (96 × 60 × 52)                 | ≈ 19             | 48.224             | +0,2944             | 4,691          | 0,0047        | 1989            | Voyager Science Team | Nàiade    |
| 2     | IV       | Talassa    |        | 8,7       | 81,4 (108 × 100 × 52)               | ≈ 35             | 50.074             | +0,3115             | 0,135          | 0,0018        | 1989            | Voyager Science Team | Talassa   |
| 3     | V        | Despina    |        | 7,3       | 156 (180 × 148 × 128)               | ≈ 210            | 52.526             | +0,3346             | 0,068          | 0,0004        | 1989            | Voyager Science Team | Despina   |
| 4     | VI       | Galatea    |        | 7,2       | 174,8 (204 × 184 × 144)             | ≈ 375            | 61.953             | +0,4287             | 0,034          | 0,0001        | 1989            | Voyager Science Team | Galatea   |
| 5     | VII      | Làrissa    |        | 6,8       | 194 (216 × 204 × 168)               | ≈ 495            | 73.548             | +0,5555             | 0,205          | 0,0012        | 1981            | Reitsema et al.      | Larissa   |
| 6     | XIV      | Hipocamp   |        | 10,5      | 34,8±4,0                            | ≈ 3              | 105.283            | +0,9500             | 0,064          | 0,0005        | 2013            | Showalter et al.     | Hipocamp  |
| 7     | VIII     | Proteu     |        | 5,0       | 420 (436 × 416 × 402)               | ≈ 5.035          | 117.646            | +1,1223             | 0,075          | 0,0005        | 1989            | Voyager Science Team | Proteu    |
| 8     | I        | Tritó♠     |        | –1,2      | 2.705,2±4,8 (2.709 × 2.706 × 2.705) | 2.140.800±5.200  | 354.759            | −5,8769             | 156,865        | 0,0000        | 1846            | Lassell              | Tritó     |
| 9     | II       | Nereida‡   |        | 4,4       | 357 ± 13                            | ≈ 2.700          | 5.513.800          | +360,13             | 7,090          | 0,7507        | 1949            | Kuiper               | Nereides  |
| 10    | IX       | Halimedes♠ |        | 10,0      | ≈ 62                                | ≈ 16             | 16.681.000         | −1.879,33           | 112,898        | 0,2909        | 2002            | Holman et al.        | Halimedes |
| 11    | XI       | Sao‡       |        | 11,1      | ≈ 44                                | ≈ 6              | 22.619.000         | +2.919,16           | 49,907         | 0,2827        | 2002            | Holman et al.        | Sao       |
| 12    | XII      | Laomedeia‡ |        | 10,8      | ≈ 42                                | ≈ 5              | 23.613.000         | +3.175,62           | 34,049         | 0,4339        | 2002            | Holman et al.        | Laomedeia |
| 13    | X        | Psàmate♠   |        | 11,0      | ≈ 40                                | ≈ 4              | 46.705.000         | −9.128,74           | 137,679        | 0,4617        | 2003            | Sheppard et al.      | Psàmate   |
| 14    | XIII     | Neso♠      |        | 10,7      | ≈ 60                                | ≈ 15             | 50.258.000         | −9.880,63           | 131,265        | 0,4243        | 2002            | Holman et al.        | Neso      |

### Satèl·lits no confirmats
Un sisè possible satèl·lit irregular de Neptú, designat c02N4, fou descobert el 14 d'agost de 2002 per un equip d'observadors liderat per Matthew J. Holman, però només fou vist novament pel Very Large Telescope el 3 de setembre de 2002. A partir de llavors ha romàs perdut; els intents posteriors per tornar-lo a detectar han resultat fallits i l'òrbita en roman indeterminada. Podria tractar-se d'un centaure en comptes d'un satèl·lit, malgrat que el seu poc moviment en relació amb Neptú al llarg d'un mes suggereix que sí que era un satèl·lit. Basant-se en la seva lluminositat, s'estimà que l'objecte feia uns 33 km de diàmetre i que podria trobar-se en el moment del descobriment a uns 25,1 milions de quilòmetres (0,168 ua) de Neptú.
| Nom   | Magnitud aparent (R) | Magnitud absoluta | Diàmetre (km) | Distància observada (km) | Grup       | Any de descobriment | Estat |
| ----- | -------------------- | ----------------- | ------------- | ------------------------ | ---------- | ------------------- | --- |
| c02N4 | 25,3                 | ≈ 10,8            | ≈ 33          | ≈ 25.100.000             | Desconegut | 2002                | Possiblement un centaure o candidat a satèl·lit irregular; detectat l'agost i setembre de 2002 abans de ser perdut. |